# Il mistero dello scoglio rosso
Il mistero dello scoglio rosso (The Secret of the Red Reef) è un film del 1960 diretto da William Witney.
È un giallo statunitense con Jeff Richards, Richard Chamberlain e Peter Falk.

## Trama
Robert Christopher e la sua nave spariscono misteriosamente nei Caraibi e i suoi due fratelli, Mark e Dean viaggiano da St. Kitts per svolgere le loro ricerche.